# クソ物件オブザイヤー
クソ物件オブザイヤー（クソぶっけんオブザイヤー）とは、Twitterで活動している不動産関係者の私的な集まりである「全国宅地建物取引ツイッタラー協会（全宅ツイ）」が実施する、不動産業界でその年にもっとも話題となった物件・事件を選出する賞である。

## 概要
クソ物件オブザイヤーは2014年に全国宅地建物取引ツイッタラー協会（全宅ツイ）によって「次世代に語り継ぎたいプロジェクト100選」として開始された。もともとは不動産関係者の内輪ネタであったが、2015年の大賞受賞物件が注目を集めたことをきっかけに、2019年時点では大賞が決まれば数万リツイートされるほどの注目度になっている。
運営の全宅ツイはTwitterで活動している不動産関係者の私的な集まりであり、2008年から2009年頃にTwitter上の不動産関係者アカウントのリストが作成されたことに端を発する。その時期はちょうどリーマンショックの影響で不動産業界が冷え込んでおり、Twitterをはじめたユーザーが多かったことが全宅ツイの始まりに影響している。いわゆる業界団体などではない。
受賞対象は不動産業界でその1年に話題となった物件・事件であり、単なる変わった間取りは対象外である。Twitterユーザーが物件や出来事に「#クソ物件オブザイヤー」のハッシュタグをつけて投稿し、そのツイートを運営アカウントがリツイートすることでエントリーが完了、それらの物件の中から投票によって受賞にふさわしい案件が選出・表彰される。
特定の物件を「クソ物件」と呼ぶことについて、全宅ツイ顧問弁護士の北周士は「取り上げ方によっては、物件の評価にも影響します。虚偽情報を流すと、偽計業務妨害になることもありえます」と述べており、ツイート内容によっては投稿者に警告を行うこともあるという。

## 受賞物件一覧
2014年
| 順位   | 名称                   | 概要 | 得票数 |
| ------ | ---------------------- | --- | ------ |
| 1位    | 例のプール             | 男性なら一度は見たことがあるだろうと評されるプール。                                                               | 24     |
| 2位    | 六本木TSKビル          | 都心一等地ながらも複雑な権利関係と暴力団関係の問題がある物件であったものの、双海通商によって取りまとめられた事例。 | 20     |
| 3位    | 朝鮮総連中央本部       | 朝鮮総連本部ビル売却問題の一連の出来事。                                                                           | 9      |
| 4位    | グーグル不動産         | Googleが不動産検索システムに参入したものの1年あまりで撤退した事例。                                                | 8      |
| 5位    | 東京都北区のとある物件 | 運営方針の迷走を重ねたとある賃貸マンション。                                                                       | 7      |
| 出典： |                        | |        |

2015年
| 順位   | 名称                       | 概要 | 得票数 |
| ------ | -------------------------- | --- | ------ |
| 1位    | 成城のとある物件           | 旗竿地の竿の部分に建てられた狭小戸建て物件。                                                                                                  | 38     |
| 2位    | ル・サンク小石川後楽園     | すでに全室完売で工事も完了間際でありながら建築確認が取り消されてしまったマンション。                                                          | 23     |
| 3位    | 不動産会社社長死体遺棄事件 | 前橋市の不動産会社社長の死体が遺棄された事件。Twitterでの活動が止まった不動産関係者がこれに由来して「北関東された」のではないかと噂になった。 | 20     |
| 4位    | Airbnb                     | Airbnbに登録されていた京都市の民泊が摘発された事例。                                                                                          | 17     |
| 5位    | スタンガン不動産           | 池袋の不動産会社社長が遅刻した部下にスタンガンを使用して逮捕された事例。                                                                      | 16     |
| 出典： |                            | |        |

2016年
| 順位   | 名称                           | 概要                                                                                                  | 得票数 |
| ------ | ------------------------------ | --- | ------ |
| 1位    | メルカリアッテ                 | メルカリのC2Cマッチングサービス。サービス開始直後に業界慣習や法律を無視した不動産取引が横行していた。 | 114    |
| 2位    | トイレと暮らす部屋             | 四畳半のワンルーム内にトイレが設置されている特徴的な間取りの物件。                                    | 97     |
| 3位    | 西新橋地主怪死事件             | 再開発に伴って複数社から西新橋の土地の売却を求められていた地主女性が白骨死体として発見された事例。    | 83     |
| 4位    | 団地再生という名の貧困ビジネス | 築50年近い郊外の団地を貧困層向けに35年ローン月返済額4000円という格安で分譲した事例。                  | 68     |
| 5位    | 真珠宮ビル跡地、今年も売れず   | 多数の事件の舞台となった真珠宮ビル跡地が公売にかけられるも2016年中には落札には至らなかった事例        | 61     |
| 出典： |                                | |        |

2017年
| 順位   | 名称               | 概要 | 得票数 |
| ------ | ------------------ | --- | ------ |
| 1位    | 桜上水のとある物件 | とあるマンションの敷地のうち駐車場だけが売却されてそこに住宅が建てられたために元のマンションが違法建築となってしまった事例。 | 203    |
| 2位    | 地面師（海喜館）   | 旅館「海喜館」を巡って発生した地面師事件（積水ハウス地面師詐欺事件）。                                                       | 196    |
| 3位    | ツーブロックゴリラ | 不動産営業マンが恫喝によって投資用マンションを押し売りした事例。                                                             | 185    |
| 4位    | ハウスドゥする     | 賃貸仲介会社ハウスドゥの社員による不祥事。                                                                                   | 110    |
| 5位    | 大東建託からの手紙 | 大東建託の営業が地主女性に宛てた手紙。                                                                                       | 94     |
| 出典： |                    | |        |

2018年
| 順位   | 名称                     | 概要 | 得票数 |
| ------ | ------------------------ | --- | ------ |
| 1位    | スルガ銀行（エビどう？） | スルガ銀行「かぼちゃの馬車」融資問題におけるさまざまな偽造の事例。                                             | 106    |
| 2位    | 宗教ラブホがピストン脱税 | とある宗教法人がラブホテル運営によって得た利益を脱税するも、国税局の指摘によって破綻した事例。                 | 105    |
| 3位    | ドリフうどん屋           | 高円寺にあった立ち食いうどん屋が平成30年台風第24号で倒壊した事例。ドリフのコントのような倒れ方が話題になった。 | 94     |
| 4位    | かぼちゃの馬車           | スルガ銀行「かぼちゃの馬車」融資問題。                                                                         | 85     |
| 5位    | 海喜館                   | 積水ハウスが旅館「海喜館」を巡って55億円を騙し取られた地面師事件。                                             | 79     |
| 出典： |                          | |        |

2019年
| 順位   | 名称                             | 概要 | 得票数 |
| ------ | -------------------------------- | --- | ------ |
| 1位    | 三井の日本橋バーコード           | 三井不動産が84平方メートルの土地を30筆に分割することで借地権者を増やし、再開発組合の設立に必要な借地権者の2/3の同意を得た事例。 | 151    |
| 2位    | 札幌アパマンショップ爆発         | 札幌不動産仲介店舗ガス爆発事故。                                                                                                | 84     |
| 3位    | WeWork                           | 一時は企業価値470億ドルを超えたWeWorkの経営不振。                                                                               | 62     |
| 4位    | 荒れる武蔵小杉マンションの掲示板 | 災害時に武蔵小杉のとあるタワーマンションの上層階と低層階の住民が掲示板で争った事例。                                            | 61     |
| 4位    | 本物の"いけず"                   | 京都市下京区の救護施設の移転候補地として隣接する向日市との境界ギリギリの場所を選択したことで物議を醸した事例。                  | 61     |
| 出典： |                                  | |        |

2020年
| 順位   | 名称                                   | 概要 | 得票数 |
| ------ | -------------------------------------- | --- | ------ |
| 1位    | コロナウイルスで賃貸借契約は消滅する！ | 新型コロナウイルスの世界的流行に伴う営業自粛に際して、家賃を支払わずに賃貸借契約を終了させたい店子が賃貸借契約の消滅を主張した事例。 | 71     |
| 2位    | 川口駅直結                             | 埼玉県川口市のとあるマンションが広告で「川口駅直結」を謳うも、実際はバスで12分の立地であった事例。                                   | 69     |
| 3位    | 無数の謎の"理事会王様"ルール           | 東京都渋谷区の秀和幡ヶ谷レジデンスの管理組合が規約にない様々な独自ルールを設けていることが雑誌・フライデーに報じられた事例。         | 63     |
| 4位    | 姫路の不動産王破産                     | 姫路の不動産王と称される実業家が経営不振に陥り、銀行取引停止処分などを受けた事例。                                                   | 60     |
| 5位    | パンケーキ松田、大喜利のネタに         | 元政治家で実業家の松田公太のTwitterでの書き込みが不動産関係者から批判を浴びた事例。                                                  | 58     |
| 出典： |                                        | |        |

2021年
| 順位   | 名称                         | 概要                                                                                                 | 得票数 |
| ------ | ---------------------------- | --- | ------ |
| 1位    | 秀和幡ヶ谷の変               | 2020年3位だった秀和幡ヶ谷レジデンスで管理組合理事長の交代があった事件。                              | 102    |
| 2位    | 大丈夫、大丈夫               | タマホームの社内向け動画や社内LINEグループの内容が週刊文春に告発された事例。                         | 59     |
| 3位    | HANARE 禅zen                 | 家の庭に据え置くリモートワーク用の一畳ほどの小部屋。                                                 | 52     |
| 3位    | 隈研吾監修の板張りマンション | 建築家の隈研吾が監修した四谷のマンション。バルコニーに無数の板が張ってある独特の意匠が話題になった。 | 52     |
| 3位    | 東雲倉庫                     | 再開発によって住宅地化が進んだ湾岸地域に大和ハウスが物流倉庫を建設した事例。                         | 52     |
| 出典： |                              | |        |

2022年
| 順位   | 名称                       | 概要 | 得票数 |
| ------ | -------------------------- | --- | ------ |
| 1位    | シャネルの階段カー         | シャネルが建築確認を回避してテナントに外階段を設置するために車輪の付いた移動式の階段を設置した事例。                           | 115    |
| 2位    | 僕が追い出された港区の物件 | 東京都港区白金台の物件でオーナーが住民を退去させるためエントランスに生魚を吊るした事例。                                       | 84     |
| 3位    | ラブパーキング始めました   | 熊本県熊本市の山中に「ラブパーキング」を名乗るブルーシートで区切られた駐車場が開設された事例。                                 | 53     |
| 4位    | 事故物件ならぬ…            | とある男女が内見中のタワーマンションで性行為に及んだ事例。当該マンションは事後物件などと揶揄され、後に株主総会の議題となった。 | 50     |
| 5位    | すごい会長                 | とある芸能人が7億円の不動産詐欺にあった事例。                                                                                  | 35     |
| 出典： |                            | |        |

2023年
| 順位   | 名称                      | 概要 | 得票数 |
| ------ | ------------------------- | --- | ------ |
| 1位    | ビッグモーターの青い巨塔  | 高さ15mを超える看板の設置が条例で禁止されている松山市にある「ビッグモーター衣山店」で、高さ40m近い立体駐車場の壁面を広告として利用していた事例。ビッグモーター#その他各種法令・条例の違反疑惑を参照。 | 133    |
| 2位    | ビッグモーターの環境整備  | 全国各地のビッグモーター店舗で、社員が周辺の街路樹や植え込みに除草剤を散布するなどしていた事例。ビッグモーター#店舗周辺の街路樹等に対する器物損壊を参照。                                             | 130    |
| 3位    | ジェンダーレストイレ      | 東急歌舞伎町タワーに設置されていた「ジェンダーレストイレ」をめぐる事例。同項目ならびにユニセックストイレ#新宿区を参照。                                                                               | 107    |
| 4位    | 大成建設、札幌北1西5計画  | 札幌市で建設中の高層ビルに施工不良が発覚し、いったん解体して再建設することになった事例。大成建設#不祥事を参照。                                                                                       | 72     |
| 5位    | 元グラドルとお◯んぽ騎士団 | 元アイドルの女性が、マンション退去時の原状回復費用への不満を、不動産会社を名指しする形でTwitterに投稿して注目を集めたが、ペット飼育不可の部屋で犬を飼っていたための正当な請求と判明し炎上した事例。   | 63     |
| 出典： |                           | |        |

2024年
| 順位   | 名称             | 概要 |
| ------ | ---------------- | --- |
| 1位    | 成田ゲートウェイ | ゲートウェイ成田の建設に関する事例。計画に対して事業進捗に遅れが見られることや、事業資金をクラウドファンディングで集めているにも関わらず、出資者への説明が不十分であったことなどが問題になっている。 |
| 2位    | すぐ逃げな       | 覚醒剤取締法違反の疑いをかけられた男性に対し、男性が住むアパートの大家であった女性が「すぐ逃げな」と伝えたことから、大家の女性が犯人隠避の疑いで逮捕された事例。                                     |
| 3位    | 謎のキーボックス | 2020年東京オリンピック・パラリンピックの選手村の跡地であるHARUMI FLAG周辺の鉄柵に無断でキーボックスを設置したことで不動産会社社長が書類送検された事例。                                              |
| 4位    | いなば食品社員寮 | いなば食品の社員寮において、事前の説明と実態が乖離していたとして、一般職に内定していた新入社員19名のうち17名が入社辞退した事例。いなば食品#新入社員入社辞退報道を参照。                              |
| 5位    | 北九州大麻ホテル | 北九州市のホテル最上階で大麻を育てていたとして、ホテル経営者の男性が逮捕された事例。 |
| 出典： |                  | |

## 反響

### 意義
全宅ツイは本賞の意義について、時代ごとの不動産事情を記録して次世代に語り継ぐ意味合いがあると述べている一方で、「不動産を面白がることが第一義」であるとしている。また全宅ツイは本賞を「不動産業界の年末恒例の奇祭」と自称している。
弁護士ドットコムは、対象が個人である場合は法的問題が発生しうる一方で、企業や行政に関係するケースでは社会批評の意義があると述べている。

### 「ドリフうどん屋」のその後
2018年3位の「ドリフうどん屋」こと「うどんそば桂」は店主が高齢だったこともあり再建を諦めて閉業となった。高円寺駅徒歩1分という好立地であることからこの土地を活かす形で全宅ツイが事業計画を作成し、クラウドファンディングで資金を集めて土地を借り、「酒チャンス」という居酒屋が開業した。なお、クラウドファンディングが開始から12時間で目標の500万円を達成し、Twitterトレンドにも入った。敷地幅わずか910ミリメートルであるため押し壁工法を利用して敷地面積いっぱいに建物を作り、カウンターと路面に面する縁側をイメージしたベンチで可能な限り客席を確保している。

### 埼玉県川口市のマンションのその後
2020年に2位を獲得した埼玉県川口市のマンション広告は本賞で注目を浴び、批判を受けたことをきっかけに文言を「『川口』」駅直結」から「『川口』駅までバス約12分」に修正している。